# MetaMask
MetaMask este un portofel digital tip open source pentru stocarea informațiilor referitoare la criptomonede din blockchain-ul Ethereum. Este accesibil printr-o extensie pentru browsere bazate pe Chrome și Firefox, precum și aplicație mobilă. MetaMask este disponibil doar pentru utilizare cu moneda ETH și jetoane ERC-20 și ERC-721 sau nefungibile în rețeaua Ethereum.
Permite utilizatorilor să interacționeze cu site-urile web care rulează aplicații descentralizate (dApps), acces la schimburi descentralizate (DEX), platforme de jocuri, contracte inteligente bazate pe Ethereum. De asemenea, oferă utilizatorilor un punct de intrare în lumea emergentă a finanțelor descentralizate (DeFi). Accesul utilizatorului către tokenuri se face exclusiv pe baza cheii private.
MetaMask a fost creat în 2016 de către ConsenSys Software cu sediul în New York.

## Caracteristici
MetaMask Wallet funcționează pe două chei, una privată și una publică. Cea publică este folosită pentru identificarea utilizatorului, iar cea privată incriptează informația oferind acces doar utilizatourlui care deține cheia. MetaMask folesește tehnologia Infura.
În ceea ce privește securitatea, portofelul MetaMask oferă setări HD scurte pentru setări deterministe ierarhice. Folosind această caracteristică specială, MetaMask oferă fraze de bază care sunt în esență utile în resetarea conturilor în cazul pierderii informațiilor sau parolelor.